# Anders Szalkai
Pal Anders Szalkai, född 17 april 1970 i Bårslöv, är en svensk friidrottare (långdistanslöpare). Han tävlade för Spårvägens FK.
Szalkai är den senaste svenske manliga löparen som har vunnit Stockholm Marathon, vilket han gjorde 2001.

## Karriär
Vid OS i Atlanta 1996 kom han på 64 plats i maratonloppet med tiden 2:24:27. 
Vid VM i Sevilla 1999 kom han på 32:a plats i maratonloppet.
Vid VM i Edmonton 2001 kom han med tiden 2:28:33 på 39:a plats i maratonloppet.
Anders Szalkai belönades 2012 med Stora grabbars och tjejers märke nr 517.
Han är sedan 2017 chefredaktör på Runner´s World.

## Personliga rekord
Utomhus 
- 1 500 meter – 3:59,31 (Stockholm/S 30 juli 1998)[10]
- 3 000 meter – 8:24,67 (Växjö 8 augusti 1998)[10]
- 5 000 meter – 14:29,30 (Stockholm 26 juli 1998)[10][11]
- 10 000 meter – 29:59,64 (Stockholm 24 juli 1998)[10][11]
- 10 km landsväg – 30:37 (Stockholm 1 augusti 1998)[11]
- Halvmaraton – 1:06:56 (Stockholm 10 september 2000)[10]
- Halvmaraton – 1:05:07 (Kungsbacka 8 maj 1997)[11]
- Maraton – 2:12:42 (Austin, USA 18 februari 2001)[10]
- Maraton – 2:13:19 (London, Storbritannien 18 april 1999)[12]
- 3 000 meter hinder – 9:30,66 (Gävle 14 juli 1999)[10]

### Fotnoter
1. ↑  Wiger 2006, s. 70.
2. 1 2 3 4 5 6 7 8  Wiger 2006, s. 75.
3. ↑  ”SM 100 km landsväg 2011”. idrottonline.se. Arkiverad från originalet den 11 maj 2011. https://web.archive.org/web/20110511202344/http://www4.idrottonline.se/TeamUltraswedenLK-Friidrott/Arbetsrum/SM100km/Resultat/. Läst 17 april 2013.
4. ↑  ”SM 100 km landsväg 2013”. racetimer.se. http://www.racetimer.se/sv/race/show/1436?layout=marathon2. Läst 25 mars 2015.
5. 1 2 3 4  Wiger 2006, s. 91.
6. ↑  Sveriges befolkning
1990:
Szalkai, Pal Anders
7. ↑  ”Marathon Men 8th IAAF World Championships Edmonton (Commonwealth Stadium), Canada 03 Aug 2001 - 12 Aug 2001” (på engelska). iaaf.org. https://www.iaaf.org/competitions/iaaf-world-championships/8th-iaaf-world-championships-2639/results/men/marathon/final/result. Läst 19 januari 2017.
8. ↑  ”Stora grabbars märke”. friidrott.se. Arkiverad från originalet den 31 mars 2016. https://web.archive.org/web/20160331202525/http://www.friidrott.se/historik/storagrabbar.aspx. Läst 10 maj 2013.
9. ↑  ”Stora Grabbar personpresentation”. storagrabbar.se. http://www.storagrabbar.se/grabbar_11.html. Läst 10 maj 2013.
10. 1 2 3 4 5 6 7  ”Personsida på AllAthletics” (på engelska). all-athletics.com. Arkiverad från originalet den 17 augusti 2016. https://web.archive.org/web/20160817072504/http://www.all-athletics.com/en-us/athlete/74548. Läst 29 juni 2016.
11. 1 2 3 4  ”Personsida på ARRS” (på engelska). arrs.net. http://more.arrs.net/runner/998. Läst 29 juni 2016.
12. ↑  ”Personsida på IAAF:s webbplats” (på engelska). iaaf.org. http://www.iaaf.org/athletes/sweden/anders-szalkai-9659. Läst 29 juni 2016.

### Webbkällor
- Birthday.se, läst 15 januari 2011.